# CENTOS (association caritative)
CENTOS ( polonais : Centralne Towarzystwo Opieki nad Sierotami , également Związek Towarzystw Opieki nad Dziećmi i Sierotami ; Yiddish : Farband loin Kinder Szuc un Jatomim Ferzorgung ; traduction littéraire: Société Centrale pour la Prise en Charge des Orphelins, ou Union Centrale des Associations pour la Prise en Charge des enfants et des orphelins juifs) était une association caritative juive polonaise d'aide à l'enfance. Fondée en 1924, elle est devenue une « organisation de premier plan pour la garde d'enfants juifs » dans la Deuxième République polonaise , et fut très active dans le ghetto de Varsovie pendant l'Holocauste en Pologne,,,. 

## Pologne de l'entre-deux-guerres

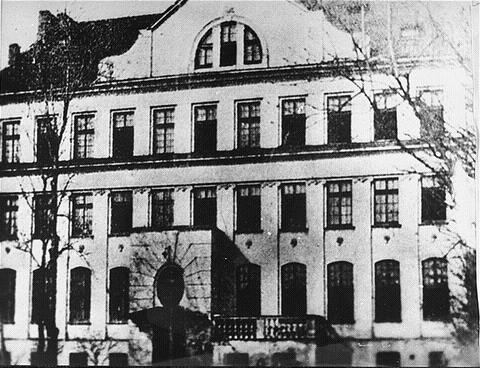
Orphelinat au 92 Krochmalna Street, Varsovie, où Janusz Korczak a travaillé: une institution soutenue par CENTOS.

CENTOS est fondée en avril 1924 par des militants juifs qui cherchent à aider les enfants devenus orphelins au lendemain de la Première Guerre mondiale,. Elle est formée par l'intégration de centaines d'institutions régionales plus petites, principalement axées sur l'aide aux orphelins juifs. En plus de son siège, elle comptait neuf comités régionaux. Elle est affiliée à l'American Jewish Joint Distribution Committee, qui lui fournit un soutien financier. Elle reçoit également le soutien des gouvernements centraux et locaux polonais. Les donateurs individuels, estimés entre 40 000 et 50 000, constituent une autre source importante de ses revenus. 
Le premier président de CENTOS est le politicien et activiste social polonais Rafał Szereszowski (pl). Parmi les autres militants majeurs de l'entre-deux-guerres figuraient Witold Wiesenberg, Maks Schaff, Anzelm Halpern et Józef Kohn. 
CENTOS aide des familles défavorisées et gére des orphelinats, des écoles et des cliniques. L'association organise également des vacances d'été et d'hiver pour les enfants de familles pauvres,. 
CENTOS publie plusieurs magazines mensuels pour les travailleurs sociaux, les enseignants et d'autres professionnels impliqués dans la garde d'enfants, deux d'entre eux en yiddish ( Unzer Kind, qui a ensuite fusionné avec le Dos Kind , et Dos Szucloze Kind) et le polonais Przegląd Społeczny ,. Parmi les universitaires et militants qui ont écrit pour eux figuraient Stefania Wilczyńska, qui, à la fin des années 1930, travaillait également comme inspecteur au CENTOS. Un autre auteur qui a publié dans ces médias était Janusz Korczak, dont l'orphelinat de Varsovie, auquel Wilczyńska était également affilié, est également soutenu par CENTOS.   
CENTOS est présent dans toute la deuxième République polonaise, mais est plus actif dans les provinces de Varsovie et de Lwów. En 1928, sur quelque 4 500 orphelins pris en charge par CENTOS, les deux comités responsables de ces deux régions s'occupent chacun d'environ 1 500 orphelins, tandis que les comités responsables des sept régions restantes s'occupent des 1 500 autres. On estime que CENTOS employait au moins 1 000 personnes. 
Dans les années 1930, CENTOS chercha à aider les Juifs allemands confrontés à une discrimination croissante dans l'Allemagne nazie. En 1938, environ 15 000 enfants sont aidés par CENTOS, dont plus de la moitié dépendait des infrastructures de CENTOS telles que les orphelinats. Cette année-là, les institutions affiliées à CENTOS comprenaient 26 orphelinats, 75 garderies, 3 cliniques et plus de 30 centres de vacances. CENTOS fonctionna dans plus de 200 municipalités polonaises. 

## Seconde Guerre mondiale
CENTOS continua à fonctionner après l'occupation de la Pologne par l'Allemagne pendant la Seconde Guerre mondiale. En 1940, CENTOS est toujours actif dans 74 localités du gouvernement général. En 1940-1941, les directeurs du CENTOS comprend Adolf Bergman et Józef Barski (pl). 
CENTOS fut particulièrement actif dans le ghetto de Varsovie pendant l'Holocauste en Pologne où 20 centres de jour pour s'occupaient de milliers d'enfants. CENTOS fut également présent dans le ghetto de Brzesko, aux côtés du Jewish Social Self-Aid (JSS, Żydowska Samopomoc Społeczna, Jüdische Soziale Selbsthilfe ) et du Comité d'aide aux réfugiés et aux pauvres. En 1940, CENTOS y a aidé quelque 130 enfants ,. Selon une estimation, sans CENTOS, les orphelins juifs des ghettos seraient morts de faim en quelques mois. 
CENTOS est également active dans la résistance juive des ghettos, non seulement dans sa capacité officielle de fournir de la nourriture et un abri, mais clandestinement, en aidant à fournir des couvertures pour les résistants, de la contrebande d'armes et aidant à maintenir la communication et les réseaux de contrebande entre les juifs et la résistance polonaise. 
CENTOS n'est pas la seule organisation caritative juive à avoir cherché à opérer dans les premières années de l'occupation allemande. D'autres incluent l'auto-assistance sociale juive et l' aide aux juifs ( Centrala Pomocy dla Żydów, Jüdische Unterstüzungsstelle für das Generalgouvernement, JUS ). 
La plupart des enfants pris en charge par CENTOS périrent dans les camps de concentration allemands nazis au cours de la phase finale de l'Holocauste, à la suite de la liquidation des ghettos nazis et de la réinstallation des survivants dans les camps de concentration. De nombreux membres du personnel de CENTOS, dont Korczak et Wilczyńska, accompagnèrent les enfants dans les camps et y périrent également ,,. 